# Taeniophyllum celebicum
Taeniophyllum celebicum är en orkidéart som beskrevs av Robert Allen Rolfe. Taeniophyllum celebicum ingår i släktet Taeniophyllum och familjen orkidéer.
Artens utbredningsområde är Sulawesi. Inga underarter finns listade i Catalogue of Life.